# Zuid-Koreaans voetbalelftal (vrouwen)
Het Zuid-Koreaans vrouwenvoetbalelftal is een voetbalteam dat uitkomt voor Zuid-Korea bij internationale wedstrijden, zoals het AFC Vrouwen Kampioenschap.

## Sterspeelster

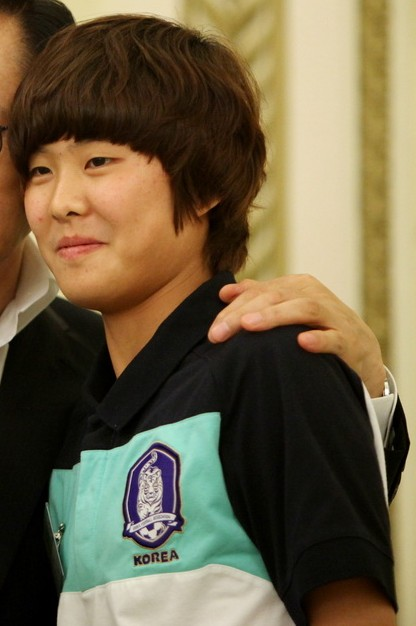
Ji So-Yun

De middenvelster Ji So-yun speelt sinds 2006 voor Zuid-Korea. Zij debuteerde op 15-jarige leeftijd en maakte op 30 november van dat jaar haar eerste twee goals in een wedstrijd tegen Taiwan. Tegen het elftal van de Noordelijke Marianen scoorde Ji op 26 augustus 2009 vijf doelpunten in een wedstrijd die Zuid-Korea won met 19 - 0. In 2013 werd Ji gekozen tot vrouwelijke speler van het jaar voor de AFC. Sinds november 2013 speelt zij bij Chelsea LFC.

## Prestaties op eindronden

### Wereldkampioenschap
| Jaar   | Resultaat           | Wed                 | W                   | G                   | V                   | DV                  | DT                  |
| ------ | ------------------- | ------------------- | ------------------- | ------------------- | ------------------- | ------------------- | ------------------- |
| 1991   | Niet gekwalificeerd | Niet gekwalificeerd | Niet gekwalificeerd | Niet gekwalificeerd | Niet gekwalificeerd | Niet gekwalificeerd | Niet gekwalificeerd |
| 1995   | Niet gekwalificeerd | Niet gekwalificeerd | Niet gekwalificeerd | Niet gekwalificeerd | Niet gekwalificeerd | Niet gekwalificeerd | Niet gekwalificeerd |
| 1999   | Niet gekwalificeerd | Niet gekwalificeerd | Niet gekwalificeerd | Niet gekwalificeerd | Niet gekwalificeerd | Niet gekwalificeerd | Niet gekwalificeerd |
| 2003   | Groepsfase          | 3                   | 0                   | 0                   | 3                   | 1                   | 11                  |
| 2007   | Niet gekwalificeerd | Niet gekwalificeerd | Niet gekwalificeerd | Niet gekwalificeerd | Niet gekwalificeerd | Niet gekwalificeerd | Niet gekwalificeerd |
| 2011   | Niet gekwalificeerd | Niet gekwalificeerd | Niet gekwalificeerd | Niet gekwalificeerd | Niet gekwalificeerd | Niet gekwalificeerd | Niet gekwalificeerd |
| 2015   | Achtste finale      | 4                   | 1                   | 1                   | 2                   | 4                   | 8                   |
| 2019   | Groepsfase          | 3                   | 0                   | 0                   | 3                   | 1                   | 8                   |
| / 2023 | Groepsfase          | 3                   | 0                   | 1                   | 2                   | 1                   | 4                   |
| Totaal | 4/9                 | 13                  | 1                   | 2                   | 10                  | 7                   | 31                  |

### Olympische Spelen
| Jaar   | Resultaat           | Wed                 | W                   | G                   | V                   | DV                  | DT                  |
| ------ | ------------------- | ------------------- | ------------------- | ------------------- | ------------------- | ------------------- | ------------------- |
| 1996   | Niet gekwalificeerd | Niet gekwalificeerd | Niet gekwalificeerd | Niet gekwalificeerd | Niet gekwalificeerd | Niet gekwalificeerd | Niet gekwalificeerd |
| 2000   | Niet gekwalificeerd | Niet gekwalificeerd | Niet gekwalificeerd | Niet gekwalificeerd | Niet gekwalificeerd | Niet gekwalificeerd | Niet gekwalificeerd |
| 2004   | Niet gekwalificeerd | Niet gekwalificeerd | Niet gekwalificeerd | Niet gekwalificeerd | Niet gekwalificeerd | Niet gekwalificeerd | Niet gekwalificeerd |
| 2008   | Niet gekwalificeerd | Niet gekwalificeerd | Niet gekwalificeerd | Niet gekwalificeerd | Niet gekwalificeerd | Niet gekwalificeerd | Niet gekwalificeerd |
| 2012   | Niet gekwalificeerd | Niet gekwalificeerd | Niet gekwalificeerd | Niet gekwalificeerd | Niet gekwalificeerd | Niet gekwalificeerd | Niet gekwalificeerd |
| 2016   | Niet gekwalificeerd | Niet gekwalificeerd | Niet gekwalificeerd | Niet gekwalificeerd | Niet gekwalificeerd | Niet gekwalificeerd | Niet gekwalificeerd |
| Totaal | 0/6                 | 0                   | 0                   | 0                   | 0                   | 0                   | 0                   |

## Selectie

### Huidige selectie
| №                       | Naam          | Wed. | Dlpnt. | Club               |
| ----------------------- | ------------- | ---- | ------ | ------------------ |
| Doel                    |               |      |        |                    |
| 1                       | Kang Gaae     | 13   | 0      | Gumi Sportstoto    |
| 18                      | Kim Minjung   | 6    | 0      | Red Angels         |
| 21                      | Jung Boram    | 3    | 0      | Hwacheon KSPO      |
| Verdediging             |               |      |        |                    |
| 2                       | Lee Eunmi     | 89   | 14     | Suwon UDC          |
| 3                       | Jeong Yeonga  | 13   | 0      | Gyeongju KHNP      |
| 4                       | Hwang Boram   | 45   | 0      | Hwacheon KSPO      |
| 5                       | Kim Doyeon    | 83   | 1      | Red Angels         |
| 6                       | Lim Seonjoo   | 76   | 5      | Red Angels         |
| 14                      | Shin Damyeong | 39   | 1      | Suwon UDC          |
| 16                      | Jang Selgi    | 58   | 11     | Red Angels         |
| 20                      | Kim Hyeri     | 83   | 1      | Red Angels         |
| Middenveld              |               |      |        |                    |
| 7                       | Lee Mina      | 60   | 14     | INAC Kobe Leonessa |
| 8                       | Cho Sohyun    | 124  | 20     | West Ham United    |
| 9                       | Moon Mira     | 25   | 11     | Suwon UDC          |
| 12                      | Kang Yumi     | 28   | 8      | Hwacheon KSPO      |
| 15                      | Lee Youngju   | 30   | 2      | Red Angels         |
| 19                      | Lee Sodam     | 51   | 5      | Red Angels         |
| 23                      | Kang Chaerim  | 4    | 0      | Red Angels         |
| Aanval                  |               |      |        |                    |
| 10                      | Ji Soyun      | 119  | 54     | Chelsea            |
| 11                      | Jung Seolbin  | 77   | 21     | Red Angels         |
| 13                      | Yeo Minji     | 38   | 13     | Gumi Sportstoto    |
| 17                      | Lee Geummin   | 54   | 16     | Gyeongju KHNP      |
| 22                      | Son Hwayeon   | 20   | 7      | Changnyeong        |
| Bondscoach: Yoon Dukyeo |               |      |        |                    |

### Wereldkampioenschap
| Selectie van Zuid-Korea bij het Wereldkampioenschap 2019 | Selectie van Zuid-Korea bij het Wereldkampioenschap 2019 | Selectie van Zuid-Korea bij het Wereldkampioenschap 2019 | Selectie van Zuid-Korea bij het Wereldkampioenschap 2019 | Selectie van Zuid-Korea bij het Wereldkampioenschap 2019 |
| №                                                        | Naam                                                     | Wed.                                                     | Dlpnt.                                                   | Club                                                     |
| -------------------------------------------------------- | -------------------------------------------------------- | -------------------------------------------------------- | -------------------------------------------------------- | -------------------------------------------------------- |
| Doel                                                     |                                                          |                                                          |                                                          |                                                          |
| 1                                                        | Kang Gaae                                                | 0                                                        | 0                                                        | Gumi Sportstoto                                          |
| 18                                                       | Kim Minjung                                              | 3                                                        | −8                                                       | Red Angels                                               |
| 21                                                       | Jung Boram                                               | 0                                                        | 0                                                        | Hwacheon KSPO                                            |
| Verdediging                                              |                                                          |                                                          |                                                          |                                                          |
| 2                                                        | Lee Eunmi                                                | 1                                                        | 0                                                        | Suwon UDC                                                |
| 3                                                        | Jeong Yeonga                                             | 1                                                        | 0                                                        | Gyeongju KHNP                                            |
| 4                                                        | Hwang Boram                                              | 2                                                        | 0                                                        | Hwacheon KSPO                                            |
| 5                                                        | Kim Doyeon                                               | 3                                                        | 0                                                        | Red Angels                                               |
| 6                                                        | Lim Seonjoo                                              | 0                                                        | 0                                                        | Red Angels                                               |
| 14                                                       | Shin Damyeong                                            | 1                                                        | 0                                                        | Suwon UDC                                                |
| 16                                                       | Jang Selgi                                               | 3                                                        | 0                                                        | Red Angels                                               |
| 20                                                       | Kim Hyeri                                                | 2                                                        | 0                                                        | Red Angels                                               |
| Middenveld                                               |                                                          |                                                          |                                                          |                                                          |
| 7                                                        | Lee Mina                                                 | 3                                                        | 0                                                        | INAC Kobe Leonessa                                       |
| 8                                                        | Cho Sohyun                                               | 3                                                        | 0                                                        | West Ham United                                          |
| 9                                                        | Moon Mira                                                | 2                                                        | 0                                                        | Suwon UDC                                                |
| 12                                                       | Kang Yumi                                                | 2                                                        | 0                                                        | Hwacheon KSPO                                            |
| 15                                                       | Lee Youngju                                              | 1                                                        | 0                                                        | Red Angels                                               |
| 19                                                       | Lee Sodam                                                | 1                                                        | 0                                                        | Red Angels                                               |
| 23                                                       | Kang Chaerim                                             | 3                                                        | 0                                                        | Red Angels                                               |
| Aanval                                                   |                                                          |                                                          |                                                          |                                                          |
| 10                                                       | Ji Soyun                                                 | 3                                                        | 0                                                        | Chelsea                                                  |
| 11                                                       | Jung Seolbin                                             | 2                                                        | 0                                                        | Red Angels                                               |
| 13                                                       | Yeo Minji                                                | 3                                                        | 1                                                        | Gumi Sportstoto                                          |
| 17                                                       | Lee Geummin                                              | 3                                                        | 0                                                        | Gyeongju KHNP                                            |
| 22                                                       | Son Hwayeon                                              | 0                                                        | 0                                                        | Changnyeong                                              |
| Bondscoach: Yoon Dukyeo                                  |                                                          |                                                          |                                                          |                                                          |